# Jürgen Feddersen

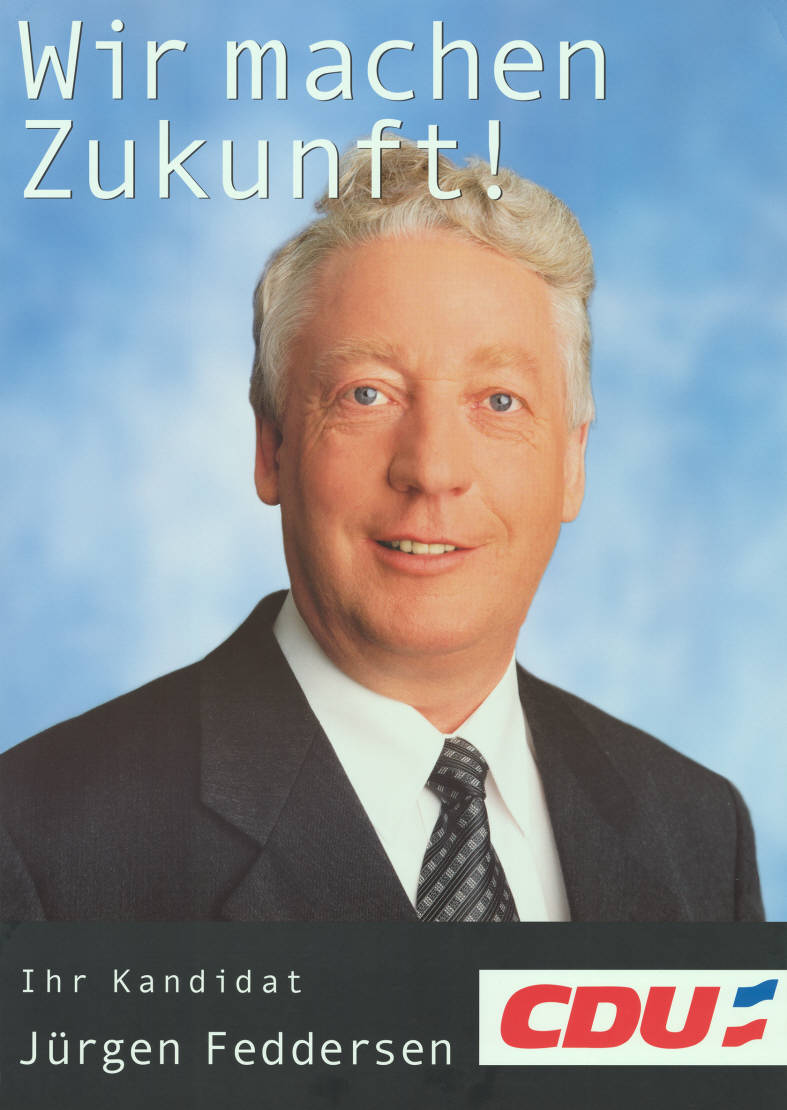
Jürgen Feddersen auf einem Landtagswahlplakat 2000

Jürgen Feddersen (* 19. März 1944 in Sankt Peter-Ording) ist ein deutscher Politiker (CDU).

## Leben und Beruf
Nach der Volksschule absolvierte Feddersen eine Lehre zum Einzelhandelskaufmann und war anschließend als Inhaber eines Lebensmittelgeschäftes auf Pellworm tätig.
Er war von 1998 bis 2001 stellvertretender Geschäftsführer der Neuen Pellwormer Dampfschifffahrtsgesellschaft mbH und gehört seit 2002 deren Aufsichtsrat an. Von 1993 bis 2000 war er außerdem ehrenamtlicher Vorsitzender der Allianz Westküste und fungiert seit 2011 als Vorsitzender des DRK-Ortsvereins auf Pellworm.
Jürgen Feddersen ist verheiratet und hat zwei Töchter.

## Partei
Feddersen trat 1972 in die CDU ein und war von 1986 bis 1990 stellvertretender Vorsitzender des CDU-Kreisverbandes Nordfriesland.

## Öffentliche Ämter
Von 1990 bis 2005 war Feddersen Amtsvorsteher im Amt Pellworm. 2013 bis 2018 war er Bürgermeister der Gemeinde Pellworm; er hatte dieses Amt bereits bis 2005 bekleidet.

## Abgeordneter
Von 1978 bis 1995 gehörte Feddersen dem Kreistag des Kreises Nordfriesland an.
Von 2000 bis 2009 war Feddersen Mitglied des Landtages von Schleswig-Holstein, stets als direkt gewählter Abgeordneter des Wahlkreises Husum-Land.  Bei der Landtagswahl 2005 erreichte er hier 49,8 % der Erststimmen. Im Landtag gehörte er dem Vorstand der CDU-Landtagsfraktion an und war Vorsitzender des Fraktionsarbeitskreises Tourismus und Verkehr. Er war außerdem Fachsprecher der Fraktion für Küstenschutz.
Feddersen wurde zudem vom Landtag 2004 in die zwölfte Bundesversammlung entsandt.

## Auszeichnungen
Für sein vier Jahrzehnte andauerndes, kommunalpolitisches Engagement wurde Feddersen im August 2019 mit der Verdienstmedaille des Bundesverdienstkreuzes ausgezeichnet.